# Tour de Suisse 2013
Die 77. Tour de Suisse begann am 8. Juni in Quinto und endete nach 1.319 Kilometern mit einem Bergzeitfahren von Bad Ragaz nach Flumserberg.

## Teilnehmer
Startberechtigt waren die 19 ProTeams. Zusätzlich wurden zwei Professional Continental Teams eingeladen.
| ProTeams (19)- AG2R La Mondiale - Argos-Shimano - Astana - Blanco - BMC Racing Team - Cannondale Pro Cycling - Euskaltel-Euskadi - FDJ - Garmin Sharp - Katusha - Lampre-Merida - Lotto-Belisol - Movistar Team - Omega Pharma-Quick Step - Orica-GreenEDGE - RadioShack-Leopard - Saxo-Tinkoff - Sky - Vacansoleil-DCM Professional Continental Teams (2)- Sojasun - IAM Cycling |
| |

## Etappenübersicht
Der Etappenplan wurde am 16. Juni 2012 der Öffentlichkeit präsentiert.
Wegen Schnee musste der Verlauf der 2. Etappe geändert werden. Der Nufenenpass war unbefahrbar, so dass die Etappe um 42,1 auf 119,2 Kilometer verkürzt wurde.
Auf der 6. Etappe passierte die Tour zum ersten Mal seit 1997 wieder die Stadt Zürich.
| Etappe | Datum        | Start und Ziel          | km    | Typ               | Etappensieger            | Goldenes Trikot     |
| ------ | ------------ | ----------------------- | ----- | ----------------- | ------------------------ | ------------------- |
| 1.     | Sa, 8. Juni  | Quinto – Quinto         | 08.1  |                   | Cameron Meyer (OGE)      | Cameron Meyer (OGE) |
| 2.     | So, 9. Juni  | Quinto – Crans-Montana  | 119.2 | Hochgebirgsetappe | Bauke Mollema (BLA)      | Cameron Meyer (OGE) |
| 3.     | Mo, 10. Juni | Montreux – Meiringen    | 204.9 | Bergetappe        | Peter Sagan (CAN)        | Mathias Frank (BMC) |
| 4.     | Di, 11. Juni | Innertkirchen – Buochs  | 174.4 | Flachetappe       | Arnaud Démare (FDJ)      | Mathias Frank (BMC) |
| 5.     | Mi, 12. Juni | Buochs – Leuggern       | 178.4 | Hügelige Etappe   | Alexander Kristoff (KAT) | Mathias Frank (BMC) |
| 6.     | Do, 13. Juni | Leuggern – Meilen       | 187.9 | Hügelige Etappe   | Grégory Rast (RLT)       | Mathias Frank (BMC) |
| 7.     | Fr, 14. Juni | Meilen – La Punt        | 206.0 | Hochgebirgsetappe | Rui Costa (MOV)          | Mathias Frank (BMC) |
| 8.     | Sa, 15. Juni | Zernez – Bad Ragaz      | 180.5 | Hügelige Etappe   | Peter Sagan (CAN)        | Mathias Frank (BMC) |
| 9.     | So, 16. Juni | Bad Ragaz – Flumserberg | 026.8 |                   | Rui Costa (MOV)          | Rui Costa (MOV)     |

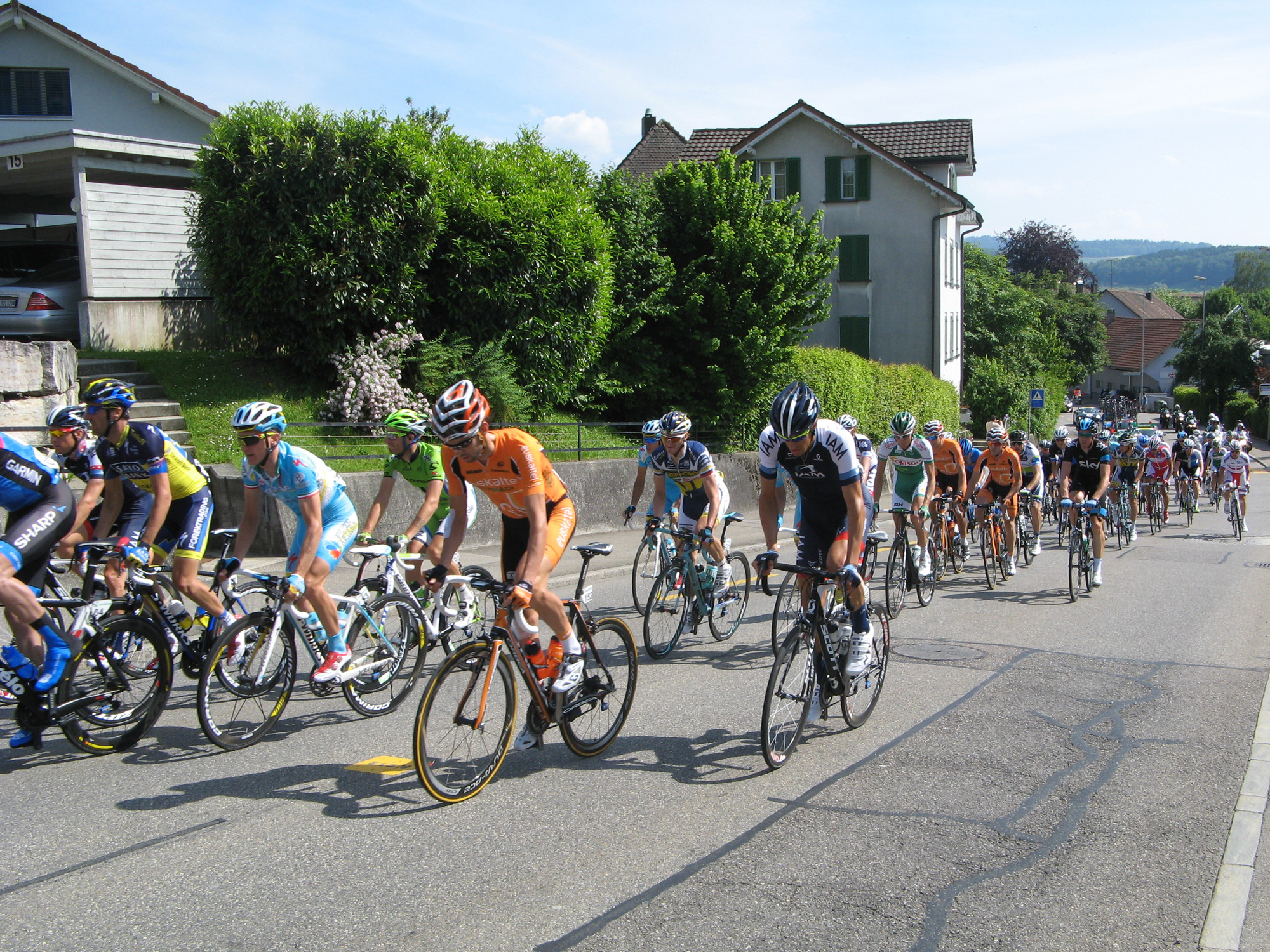
5. Etappe – In Wohlen
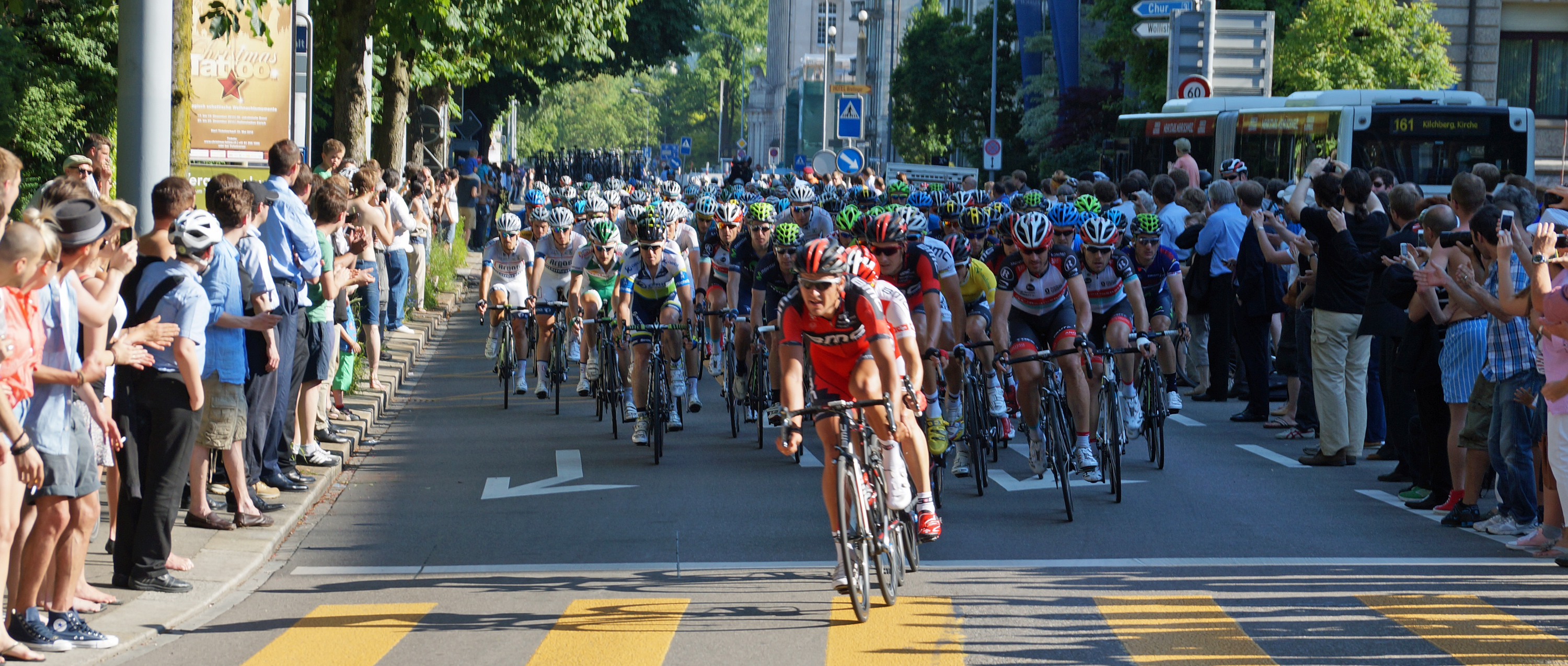
6. Etappe – Durchfahrt des Feldes in Zürich
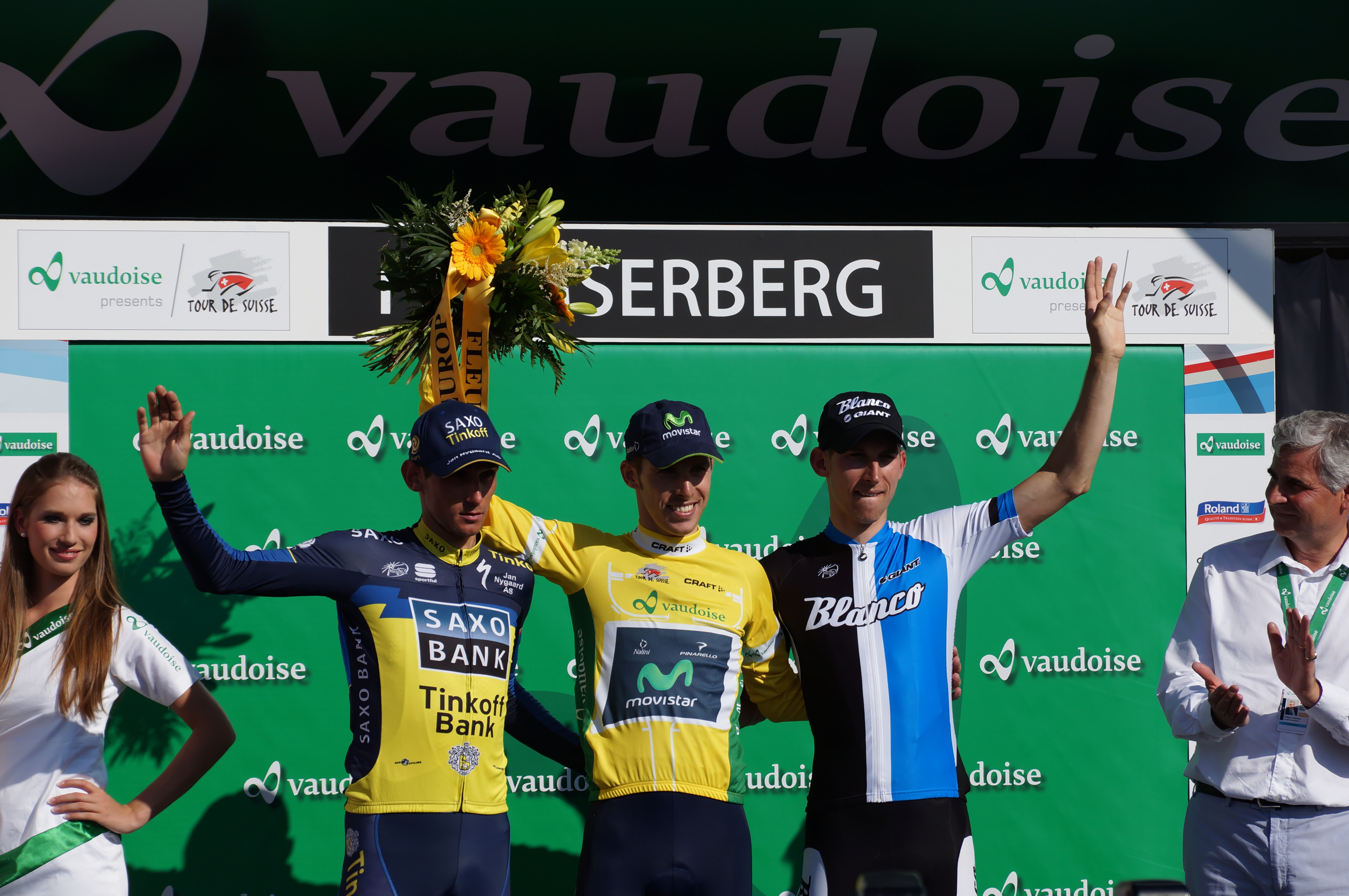
Siegerehrung der drei besten Fahrer in der Gesamtwertung (v. l. n. r.): Roman Kreuziger, Rui Costa und Bauke Mollema